# Phanera
Phanera là một chi thực vật có hoa trong họ Đậu.